# 総合治水推進週間
総合治水推進週間（そうごうちすいすいしんしゅうかん）とは、日本で総合治水対策の意義・重要性に対する流域住民の理解と協力を求める働きかけを全国的に展開することにより、総合治水対策の推進を図るための週間。
1991年（平成3年）に建設省（現国土交通省）によって制定された。毎年5月15日～5月21日。
これは総合治水の日である5月15日を初日とした一週間である。
期間中は都市河川の治水に関する啓発事業が行われている。